# فصة متداخلة موبرة
الفصة المتداخلة الموبرة (باللاتينية: Medicago intertexta subsp. ciliaris) نويع نباتي من نوع الفصة المتداخلة يتبع جنس الفصة من الفصيلة البقولية.

## الموئل والانتشار
موطنها بلاد الشام ومصر والمغرب العربي وقبرص وتركيا واليونان ومالطة وإيطاليا وفرنسا وإسبانيا والبرتغال.

## مرادفات للاسم العلمي
- (باللاتينية: Medicago polymorpha var. ciliaris L.)
- (باللاتينية: Medicago ciliaris (L.) All.)
- (باللاتينية: Medicago intertexta var. ciliaris (L.) Heyn)